# Кара-Мурза (пещера)
Кара-Мурза (694-1; укр. Кара-Мурза, крымскотат. Qara Mırza, Къара Мырза) — карстовая полость вертикального типа (шахта) в Горно-Крымской карстовой области на северном склоне Караби-яйлы.

## География
Длина — 180 м, глубина — 130 м, площадь — 1400 м², объём — 52000 м³, амплитуда — 130 м. Образовалась в известняках верхнеюрского периода. Входное отверстие шахты представляет из себя расширенную коррозией трещину, которая соединяется с куполом наклонного зала длиной свыше 60 м. На сводах и стенах — натёчные образования, на днище — глыбово-обвальные накопления. Вмещает осадочные и карбонатные породы, известняк. 

## Исследования
Исследована комплексной карстовой экспедицией 1963 года. В 1960-е годы был найден труп пастуха 19-20 веков. 
Пещера зарегистрирована в Кадастре 1988 года. 4 октября 2011 года пещера введена в электронный кадастр пещер Крыма.